# Бойно-Родзевич, Наталья Аркадьевна
Наталья Аркадьевна Бойно-Родзевич (1887, Могилёв — 14 января 1955, Свердловск) — российский и советский архитектор, член правления Свердловского отделения Союза архитекторов СССР в 1940 и 1947 годах. Известна как соавтор генплана застройки Свердловска 1933 года.

## Биография
Родилась в 1887 году в Могилёве.
В 1906 году поступила на Петроградские женские политехнические курсы. В 1917 году окончила архитектурный факультет Ленинградского политехнического института. Во время учёбы выполняла работы по обмерам Таврического дворца, Русского музея, работала в мастерской В. А. Щуко. После окончания учёбы работала архитектором в Ярославле, где 1920 по 1922 год совместно с C. B. Домбровским разработала эскизный проект восстановления города после восстания 1918 года.
В 1925 году переехала в Свердловск, где поступила на работу в Горкомхоз. В 1926 году, возглавляя земельно-планировочный отдел, воспрепятствовала строительству Свердловского зоопарка на территории Монастырской рощи. Позднее работала в городской администрации архитектором в Управлении благоустройства города, Управлении строительством города. В Свердловском облисполкоме работала в архитектурно-планировочной мастерской № 2 под руководством С. В. Домбровского, знакомого её по совместной работе в Ярославле. В 1926 году Наталья Аркадьевна выполнила эскизный проект перепланировки Свердловска, который впоследствии лёг в основу генплана застройки города 1933 года, известного под названием «Большой Свердловск». В 1942—1954 годах работала главным архитектором проекта в институте Свердлобллроект. Н. А. Бойно-Родзевич является соавтором генплана Свердловска, а также проектов застройки площадей 1905 года, Труда, Парижской комунны, улиц Пушкинской и 8 Марта в Свердловске.
В 1934 году вступила в члены Союза архитекторов СССР. В 1940 и 1947 годах была членом правления Свердловского отделения Союза архитекторов.
Скончалась 14 января 1955 год.

## Основные работы
- проекты планировки Ярославля, Свердловска, Краснотурьинска, Челябинска (в соавторстве с С. В. Домбровским);
- проект застройки проспекта Ленина в Свердловске;
- проекты застройки площадей 1905 года, Труда, Парижской комунны, улиц Пушкинской и 8 Марта в Свердловске;
- соавтор генерального плана Свердловска (1936—1937 годы);
- проекты планировки свердловских районов Уралмаш, Втузгородок до 1941 года (руководитель разработки);
- проекты детальной планировки Ирбита, Богдановича, Берёзовского (руководитель разработки);
- схемы планировки Тавды, Туринска, Коркино (руководитель разработки)[3].

## Награды и звания
- Медаль «За доблестный труд в Великой Отечественной войне 1941—1945 гг.»[3]